# Daniel Barnz
Daniel Barnz (Filadelfia, 1970) è un regista e sceneggiatore statunitense.
Barnz ha studiato all'università di Yale e all'università della California del Sud. Ha iniziato la carriera in teatro nella compagnia di Tim Robbins.

## Filmografia

### Regista
- The Cutting Room (2001) - cortometraggio
- Cake (2014)

### Regista e sceneggiatore
- Phoebe in Wonderland (2008)
- Beastly (2011)
- Una scuola per Malia (Won't Back Down) (2012)

### Ideatore
- Generation - serie TV (2021)